# Horst Brummeier
Horst Brummeier, né le 31 décembre 1945, est un ancien arbitre autrichien de football. Il fut arbitre international dès 1979 et arrêta en 1990.

## Carrière
Il a officié dans des compétitions majeures : 
- Championnat d'Europe de football espoirs 1980 (finale retour)
- Coupe du monde de football des moins de 20 ans 1983 (1 match)
- Coupe du monde de football de 1986 (1 match)
- Euro 1988 (1 match)